# Церква Преображення Господнього (Решнівка)
Церква Преображення Господнього в Решнівці — парафія і храм Збаразького благочиння Тернопільської єпархії Православної церкви України в селі Решнівка Тернопільського району Тернопільської области.

## Історія церкви
Храм Преображення Господнього був збудований на горі у 1759 році за кошти польського королевича Якова-Людника. Це була дерев'яна споруда, яку капітально перебудували у 1887–1888 роках. Зі східної сторони гори є вхід до печери-церкви, де в давнину відбувалися богослужіння.
До дерев'яної церкви приєднали дві кам'яні добудови. Північну назвали на честь Покрови Пресвятої Богородиці, де був престол і тимчасово проводили богослужіння. Будівництво мурованого храму пов'язане з чудотворним образом Божої Матері «Всіх сумуючих радість».
Храм є витвором волинської архітектурної школи. Він має три іконостаси з різьбленням та позолотою, а також багато давніх ікон. Чудотворний образ Божої Матері прикрашений срібно-визолоченою ризою з написом «Радуйся, всіх засмучених Радосте, 1651 рік». Біля образу були 122 металеві привіски із зображеннями різних органів, що символізували зцілення. Збереглися лише зображення рук і ніг із датами 1684 та 1687 років. У храмі зберігається також книга, куди записували всі чудесні зцілення.

## Парохи
- о. Ігор Тимків,
- о. Микола Кучер[джерело?].